# Sven Casper Nettelblad
Sven Casper Nettelblad född 1725, död 1780, handelsman, tulltjänsteman och rådman i Sölvesborg. Den person som Nettelbladsgatan och kvarteret Nettelblad i denna stad är uppkallade efter.
Från enkla förhållanden som oäkting och bonddräng etablerade han sig som borgare, först som handelsman i Ulricehamn, senare som tulltjänsteman och rådman i Sölvesborg.